# Leucataera
Leucataera là một chi bướm đêm thuộc họ Geometridae.